# Adaptierter Schwimmbecken-Tank-Reaktor Austria
Der Adaptierte Schwimmbecken-Tank-Reaktor Austria (ASTRA) war ein Forschungsreaktor, der auf dem Gelände des Österreichischen Reaktorzentrums Seibersdorf (südöstlich von Wien) als Teil des heutigen Austrian Institute of Technology erbaut und betrieben wurde. Er war von 1960 bis 1999 in Betrieb.

## Zeitablauf
| Zeit           | Leistung                    |
| -------------- | --------------------------- |
| September 1960 | 100 kW (erste Kritikalität) |
| Mai 1962       | 1 MW                        |
| August 1962    | 5 MW                        |
| August 1969    | 6 MW                        |
| 1972           | 7 MW                        |
| Januar 1975    | 8 MW                        |
| ~1989          | 9,5 MW                      |
| 1999           | Abschaltung                 |

## Forschung
Zu den aufwändigsten physikalischen Experimenten, die am ASTRA-Reaktor durchgeführt wurden, gehört das Neutronenzerfallsexperiment. Hier wurde das Spektrum der Rückstoßprotonen, die beim Zerfall des Neutrons entstehen, gemessen; das Zentrum eines hochevakuierten tangentialen Strahlrohrs des Reaktors diente dabei als Neutronenquelle.
Ziel des Experiments war die Bestimmung des Verhältnisses der beiden Kopplungskonstanten gA und gV der schwachen Wechselwirkung aus der Form des Spektrums der Rückstoßprotonen. Dieses Spektrum wurde mit Hilfe eines elektrostatischen Spektrometers analysiert; die Zählung der Protonen erfolgte durch einen Ionen-Elektronen-Konverter.
Das Ergebnis war |gA/gV| = 1.259 ± 0.017. Das ist in guter Übereinstimmung mit dem neuesten – viel genaueren – Mittelwert gA/gV = - 1.2695 ± 0.0029, der an polarisierten Neutronen gemessen wurde und daher auch das Vorzeichen enthält.